# Aeolochroma acanthina
Aeolochroma acanthina är en fjärilsart som beskrevs av Edward Meyrick 1888. Aeolochroma acanthina ingår i släktet Aeolochroma och familjen mätare. Inga underarter finns listade i Catalogue of Life.